# Aeródromo de Poyo
El Aeródromo de Poyo (OACI: SCYO), es un terminal aéreo ubicado junto a la localidad de Caleta Poyo, Provincia de Palena, Región de Los Lagos, Chile. Este aeródromo es de carácter público.